# 埃琳·傑克遜
埃琳·傑克遜（英語：Erin Jackson，1992年9月19日—），美國女子速度滑冰運動員，她代表美國隊參加了中國舉行的2022年冬季奧林匹克運動會，並且在女子500米比賽上獲得金牌，是冬奧史上第一位贏得個人項目金牌的黑人女性。